# Johann Ernst Zeiher
Johann Ernst Zeiher (* 23. April 1725 in Weißenfels; † 7. Januar 1784 in Dresden) war ein deutscher Mathematiker, Mechaniker, Sprachwissenschaftler und Optiker.

## Leben
Zeiher, der sich von Kindheit an mit den Naturwissenschaften beschäftigte, hatte sich bereits eingehend mit Baukunst, Artilleriewesen, Feuerwerkswesen, Mechanik und besonders mit dem Bau optischer Instrumente befasst, bevor er sich an der Universität Leipzig immatrikulierte. Hier widmete er sich bei Abraham Gotthelf Kästner der Mathematik, des Weiteren hatte er an der Universität Erlangen Physik und Medizin studiert. Auf einer Studienreise lernte er den Bergbau und die Hütten im Erzgebirge kennen.
Er kehrte zurück nach Weißenfels, wo er zunächst eine eigene Praxis gründete. Während dieser Zeit vervollkommnete er seine mechanischen Apparaturen. Er schliff Gläser, Brennspiegel und stellte optische Instrumente her. Er erfand verschiedene Maschinen und stellte dazu Modelle her, bevor er, auf Empfehlung seines Leipziger Förderers Kästner, 1756 eine Professur für Mechanik an der Petersburger Akademie der Wissenschaften erhielt. Hier hatte er ausreichende finanzielle Mittel zur Verfügung, konnte neue Glasarten erfinden und so neue achromatische Fernrohre fertigen.
Am 17. September 1764 wird er an die Universität Wittenberg berufen, wo ihm am 17. Oktober 1764 die Professur für niedere Mathematik von Johann Daniel Titius übertragen wurde. Er setzte neben den mathematischen Vorlesungen seine mechanischen Arbeiten fort, insbesondere die Fertigung astronomischer und geometrischer Instrumente. So gingen aus den Wittenberger Arbeiten Magnetnadeln und vieles andere hervor. Der Kurfürst übertrug ihm 1775 das Nebenamt eines Inspektors über den Mathematischen Salon in Dresden.
Als solcher hatte er für kurfürstliche Behörden physikalische und mechanische Gutachten zu erstellen und jährlich zweimal während der Universitätsferien nach Dresden zu reisen. Unter seiner Anleitung installierte man in Kursachsen Blitzableiter, so 1776 am kurfürstlichen Dresdner Residenzschloss und der Festung Königstein.
Zu dieser Leistung gratulierte ihm Benjamin Gottlieb Laurentius Boden mit dem zwölfzeiligen Gedicht „Ad Zeiherum Collegam“, das aus griechischen Mythen schöpft.
Die Petersburger Akademie der Wissenschaften beschloss in einer am 22. Dezember 1766 gehaltenen Versammlung einmütig, Zeiher unter vorteilhaften Bedingungen zurückzurufen und ihm „das Direktorium über das akademische Maschinenwesen“ zu übertragen. Zeiher setzte sich daraufhin mit dem kursächsischen Administrator Prinz Xaver von Sachsen in Verbindung und setzte ihn davon in Kenntnis, mit dem Angebot bei verbessertem Gehalt in kursächsischen Diensten zu bleiben. Da er sich in Sachsen besser befähigt sah, „die Mechanik und Mathematik überhaupt bei Berg-, Kameral- und Manufakturwesen“ besser anzuwenden.
Johann Ernst Zeiher schlug seiner Fakultät am 14. März 1769 vor, nach dem Ableben des Professors der höheren Mathematik Georg Friedrich Baermann beide mathematischen Professuren, die niedere und höhere Mathematik, zu vereinigen. Dazu führte er an, dass ein einziger Lehrer den Unterricht in der Mathematik hinlänglich bestreiten könne, „ohne den geringsten Nachteil für die Universität“ zu befürchten. Die von ihm bisher ausgeübte Professur der niederen Mathematik sei „unter allen philosophischen Professionen die schlechteste“. Die philosophische Fakultät schloss sich diesem nicht neuen Vorschlag an. Im Ergebnis wurde Zeiher 1769 die Professur der höheren Mathematik bewilligt, aber er musste seinen alten Lehrstuhl einer neuen Kraft, an Johann Jakob Ebert abtreten.
Zeihers umfassende Lehrtätigkeit verriet, natürlich mehr am Rand, technisch-praktisches Interesse. In seinem „mechanischen Laboratorium“ hielt er Übungen ab. Er erteilte seit Ende der 1760er-Jahre sachbezogenen englischen Sprachunterricht. Als eine Frucht dieser Bestrebungen verfasste er eine deutsche Übersetzung der „Observations on modern gardening“ (London 1770) von Thomas Whately unter dem Titel „Betrachtungen über das heutige Gartenwesen, durch Beispiele erläutert“ (Leipzig 1771). Darin werden Ratschläge erteilt, wie eine Landschaft zu verschönern sei. Gelegentliche Probeangebote galten der Lehre der Pyrotechnik, der Optik und der Markscheidekunst. Häufiger offerierte er bürgerliche Baukunst und Kriegsbaukunst.
Er war auch in den Jahren 1768 bis 1774 an einem Gemeinschaftsprojekt der medizinischen und philosophischen Fakultät beteiligt. Dabei wurden in Wittenberg sieben Bände aus der naturwissenschaftlich-mathematischen Reihe „Philosophical Transactions“ der Londoner Royal Society unverändert in englischer Sprache nachgedruckt, womit das Ziel verfolgt wurde, die Ausbreitung der Wissenschaften zu fördern und die englische Sprache, auch als Gelehrtensprache, in Deutschland bekannter zu machen. Der Nachdruck fand auch Abnehmer in Polen, Russland und Schweden. Den Schwerpunkt der „Transactions“ bildeten Originalberichte über Forschungen, wodurch ein hoher Grad wissenschaftlicher Qualität erreicht wurde.
In einem internen Nachruf lobte die Fakultät die Spezialkenntnisse ihres verstorbenen Mitglieds in der Mechanik, Optik, Hydraulik und Metallurgie, seine besondere Geschicklichkeit bei der Verfertigung von Instrumenten, Apparaten, Mikroskopen, Achromaten und Brennspiegeln.

## Werke (Auswahl)
- Lucas, Charles: Herrn C. Lucas, d. Arzeneyk. Dokt. Versuch von Wassern. 1: Von einfachen Wassern. Richter, Altenburg 1761. (Digitalisat)
- Lucas, Charles: Herrn C. Lucas, d. Arzeneyk. Dokt. Versuch von Wassern. 2: Von kalten medicinischen Wassern. Richter, Altenburg 1768. (Digitalisat)
- Lucas, Charles: Herrn C. Lucas, d. Arzeneyk. Dokt. Versuch von Wassern. 3: Von natürlichen Bädern. Richter, Altenburg 1769. (Digitalisat)
- Abhandlung von denjenigen Glasarten, welche eine verschiedene Kraft die Farben zu zerstreuen besitzen. Kaiserliche Akademie der wissenschaften, St. Petersburg 1763. (Digitalisat)
- De novis dioptricae augmentis. Dürr, Wittenberg 1768. (Digitalisat)
- Lehrbegriff von den Krankheiten der Pferde und deren Heilung, nebst einem Anhange von der Pferdezucht. Realschulbuchhandlung, Berlin 1771. (Digitalisat)
- De Praestantia Matheseos Sublimioris In Vitae Commodis. Dürr, Wittenberg 1777. (Digitalishttps://digital.slub-dresden.de/werkansicht/dlf/70138/1 at)
- De Studio Mathematico Eruditis Non Satis Commendando. Charis, Wittenberg 1783. (Digitalisat)